# Ditladi
Ditladi è un villaggio del Botswana situato nel distretto Nordorientale, sottodistretto di North East. Il villaggio, secondo il censimento del 2011, conta 1.344 abitanti.

## Località
Nel territorio del villaggio sono presenti le seguenti 3 località:
- Lekomotu di 55 abitanti,
- Morotole di 52 abitanti,
- Sengana di 126 abitanti